# Carlo Di Palma
Carlo Di Palma (Roma, 17 aprile 1925 – Roma, 9 luglio 2004) è stato un direttore della fotografia, regista e sceneggiatore italiano.

## Biografia
Assistente operatore già a diciassette anni sul set di Ossessione diretto da Luchino Visconti, per un decennio lavorò con i migliori direttori della fotografia del periodo, soprattutto con Gianni Di Venanzo. Operatore alla macchina dal 1951, cinque anni più tardi diresse la fotografia del suo primo film, Lauta mancia, e in seguito ne firmò moltissimi altri, spesso di grande valore.
Eccellente alle prese con il bianco e nero (da Kapò a La lunga notte del '43, da Divorzio all'italiana a Omicron, tutti diretti da prestigiosi registi come Pontecorvo, Vancini, Germi, Gregoretti, Montaldo e Petri), è soprattutto con il colore che riesce ad esprimere tutta la sua arte. Con i due film di Antonioni Deserto rosso e Blow-Up raggiunge una tappa fondamentale nella carriera con sperimentazioni cromatiche di grande rilievo.
Durante la lavorazione di Blow-Up, girato agli Elstree Studios di Londra, Carlo Di Palma fece la conoscenza di Stanley Kubrick, che stava girando 2001: Odissea nello spazio nel teatro di posa a fianco di quello usato da Antonioni. 
A partire dal 1983 lavorò con continuità negli Stati Uniti, dove incontrò Woody Allen e stabilì con lui un proficuo sodalizio artistico che si prolungò nel tempo, fotografando tutti i suoi film da Hannah e le sue sorelle fino a Harry a pezzi, vincendo numerosi premi. Inoltre, nel 1980 curò la fotografia della ripresa televisiva di un'opera lirica di Mozart, La clemenza di Tito.
Come regista diresse tre commedie negli anni settanta, tutte interpretate da Monica Vitti, che fu sua compagna di vita dal 1964 per diversi anni. 
Prima di morire stava lavorando come direttore delle luci per i Concerti Classici Estivi nelle basiliche della capitale.

## Vita privata
Carlo Di Palma era zio del direttore della fotografia Dario Di Palma. Ebbe una figlia, Valentina, costumista, nata dal primo matrimonio con Rossana Tognozzi. In seguito si sposò un'altra volta, con la produttrice Adriana Chiesa. Ebbe una lunga storia d'amore con Monica Vitti.

## Premi e riconoscimenti
Ha ricevuto in carriera 4 Nastri d'argento alla migliore fotografia per Deserto rosso (fotografia a colori), L'armata Brancaleone di Mario Monicelli (fotografia a colori), Ombre e nebbia e La dea dell'amore entrambi di Woody Allen, e nel 1968 una nomination ai Bafta britannici per Blow-Up di Antonioni.

## Filmografia

### Direttore della fotografia
- Il romanzo di un giovane povero, regia di Guido Brignone (1942) (assistente operatore)
- Ossessione, regia di Luchino Visconti (1943) (assistente operatore)
- Un colpo di pistola, regia di Renato Castellani (1943) (assistente operatore)
- Roma città aperta, regia di Roberto Rossellini (1945) (assistente operatore)
- Achtung! Banditi!, regia di Carlo Lizzani (1951) (operatore)
- Il capitano nero, regia di Gianni Puccini (1951) (operatore)
- Napoleone, regia di Carlo Borghesio (1951) (operatore)
- È arrivato l'accordatore, regia di Duilio Coletti (1951) (operatore)
- I morti non pagano tasse, regia di Sergio Grieco (1952) (operatore)
- Non è vero... ma ci credo, regia di Sergio Grieco (1952) (operatore)
- Serenata al vento, regia di Pino Mercanti (1952) (operatore)
- Il tallone d'Achille, regia di Mario Amendola e Ruggero Maccari (1952) (operatore)
- Tripoli, bel suol d'amore, regia di Ferruccio Cerio (1952) (operatore)
- Lulù, regia di Fernando Cerchio (1953) (operatore)
- Ivan, il figlio del diavolo bianco, regia di Guido Brignone (1953) (assistente operatore)
- Vergine moderna, regia di Marcello Pagliero (1954) (operatore)
- Lauta mancia, regia di Fabio De Agostini (1956)
- L'impiegato, regia di Gianni Puccini (1959)
- Kapò, regia di Gillo Pontecorvo (1960) (direttore fotografia seconda unità)
- La lunga notte del '43, regia di Florestano Vancini (1960)
- Le svedesi, regia di Gian Luigi Polidoro (1960)
- L'assassino, regia di Elio Petri (1961)
- Tiro al piccione, regia di Giuliano Montaldo (1961)
- Leoni al sole, regia di Vittorio Caprioli (1961)
- Divorzio all'italiana, regia di Pietro Germi (1961)
- Parigi o cara, regia di Vittorio Caprioli (1962)
- La lepre e la tartaruga, episodio di Le quattro verità, regia di Alessandro Blasetti (1962)
- Amore e vita, episodio di Amore in 4 dimensioni, regia di Jacques Romain (1963)
- Liolà, regia di Alessandro Blasetti (1963)
- Omicron, regia di Ugo Gregoretti (1963)
- Le ore nude, regia di Marco Vicario (1964)
- Deserto rosso, regia di Michelangelo Antonioni (1964)
- Il provino, episodio di I tre volti, regia di Michelangelo Antonioni (1965)
- 5 tombe per un medium, regia di Massimo Pupillo (1965)
- Una questione d'onore, regia di Luigi Zampa (1965)
- L'armata Brancaleone, regia di Mario Monicelli (1966)
- Blow-Up, regia di Michelangelo Antonioni (1966)
- Fata Sabina, episodio di Le fate, regia di Luciano Salce (1966)
- La cintura di castità, regia di Pasquale Festa Campanile (1967)
- Ti ho sposato per allegria, regia di Luciano Salce (1967)
- La donna scarlatta (La Femme écarlate), regia di Jean Valère (1968)
- La ragazza con la pistola, regia di Mario Monicelli (1968)
- Dramma della gelosia (tutti i particolari in cronaca), regia di Ettore Scola (1969)
- Amore mio aiutami, regia di Alberto Sordi (1969)
- La virtù sdraiata (The Appointment), regia di Sidney Lumet (1970)
- Il frigorifero, episodio di Le coppie, regia di Mario Monicelli (1970)
- Ninì Tirabusciò, la donna che inventò la mossa, regia di Marcello Fondato (1970)
- La pacifista, regia di Miklós Jancsó (1970)
- Noi donne siamo fatte così, regia di Dino Risi (1971)
- Gli ordini sono ordini, regia di Franco Giraldi (1971)
- La supertestimone, regia di Franco Giraldi (1971)
- Amo non amo, regia di Armenia Balducci (1978)
- La tragedia di un uomo ridicolo, regia di Bernardo Bertolucci (1981)
- Identificazione di una donna, regia di Michelangelo Antonioni (1982)
- Il ritorno di Black Stallion (The Return of Black Stallion), regia di Robert Dalva (1983)
- Gabriela, regia di Bruno Barreto (1983)
- Hannah e le sue sorelle (Hannah and Her Sisters), regia di Woody Allen (1986)
- Un poliziotto fuori di testa (Off Beat), regia di Michael Dinner (1986)
- Radio Days, regia di Woody Allen (1987)
- Il segreto del mio successo (The Secret of My Succe$s), regia di Herbert Ross (1987)
- Settembre (September), regia di Woody Allen (1988)
- Alice, regia di Woody Allen (1990)
- Ombre e nebbia (Shadows and Fog), regia di Woody Allen (1991)
- Mariti e mogli (Husbands and Wives), regia di Woody Allen (1992)
- Misterioso omicidio a Manhattan (Manhattan Murder Mistery), regia di Woody Allen (1993)
- Pallottole su Broadway (Bullets Over Broadway), regia di Woody Allen (1994)
- Don't Drink the Water, regia di Woody Allen - film TV (1994)
- Il mostro, regia di Roberto Benigni (1994)
- La dea dell'amore (Mighty Aphrodite), regia di Woody Allen (1995)
- Tutti dicono I Love You (Everyone Says I Love You), regia di Woody Allen (1996)
- Harry a pezzi (Deconstructing Harry), regia di Woody Allen (1997)

### Regista
- Teresa la ladra (1973)
- Qui comincia l'avventura (1975) (anche sceneggiatura)
- Mimì Bluette fiore del mio giardino (1976)
- L'addio a Enrico Berlinguer (1984), documentario (co-regista e direttore della fotografia)